# 沃斯利和南埃克爾斯 (英國國會選區)

選區在大曼徹斯特郡的位置

沃斯利和南埃克爾斯（英語：Worsley and Eccles South），英國國會一郡選區，位於大曼徹斯特郡西部，包括索爾福德市西部九個地方選區。
設於2010年。在2010年大選中工黨的芭芭拉·基利以42.9%選票首次當選。